# Мота (Беневенто)
Мота је насеље у Италији у округу Беневенто, региону Кампанија.
Према процени из 2011. у насељу је живело 413 становника. Насеље се налази на надморској висини од 216 м.